# Кыргызстан на летних Азиатских играх 2022
Кыргызстан принимал участие в Азиатских играх 2022 в Ханчжоу (Китай). Первоначально Игры планировалось провести с 10 по 25 сентября 2022 года, но из-за пандемии COVID-19 6 мая 2022 года были объявлены новые даты с 23 сентября по 8 октября 2023 года.
Сборная Кыргызстана завоевала на Играх 15 медалей: 4 золотые, 2 серебряные и 9 бронзовых.